# Mijata Kódzsi
Mijata Kódzsi (1923. január 15. –) japán válogatott labdarúgó.

## Nemzeti válogatott
A japán válogatottban 6 mérkőzést játszott.

## Statisztika
| Japán válogatott | Japán válogatott | Japán válogatott |
| Időszak          | Mérk.            | gól              |
| ---------------- | ---------------- | ---------------- |
| 1951             | 3                | 0                |
| 1952             | 0                | 0                |
| 1953             | 0                | 0                |
| 1954             | 3                | 0                |
| Összesen         | 6                | 0                |